# Багатоповерхові свердловини

Багатоповерхова свердловина

Багатовибійні свердловини. По центру - варіант багатоповерхової свердловини

Багатоповерхова свердловина є різновидом багатовибійних свердловин, що мають кілька відгалужень від основного стовбура.
Відмінною рисою таких свердловин є розведення горизонтальних стовбурів по всьому поверху нафтоносності і в одному азимутальному напрямку.
Особливий дизайн конструкції горизонтальної ділянки забезпечує збільшення дебіту при запуску свердловини, коефіцієнта охоплення пласта і витягування нафти, а також ефективності буріння.
Перевагами багатоповерхових свердловин є: — високий коефіцієнт охоплення пласта; — високий коефіцієнт вилучення нафти; — високий дебіт при запуску свердловини; — низький темп падіння запускного дебіту свердловини; — висока ефективність експлуатаційного буріння.
Падіння дебіту свердловин на сьогодні розповсюджена проблема. Часто на введених у розробку родовищах вже через рік фіксується зниження показника дебіту свердловини до 50 %. Впровадження свердловин нового типу дозволяє знизити темпи падіння дебіту.
Сучасна удосконалена технологія багатоповерхового буріння включає і проведення багатостадійного кислотного гідророзриву пласта (БГРП) — застосування технології MSW-frac (Multy Storey Well + fracking) — технологія багатоповерхового буріння з проведенням гідророзриву пласта. Такий підхід передбачає селективну (точкову) обробку кожного стовбура за рахунок спуску хвостовика в основний стовбур свердловини і установку муфт ГРП в точку зрізання кожного наступного стовбура.
Нове рішення підвищує технологічність і економічну ефективність експлуатаційного буріння.